# Калаш, Йозеф
Йозеф Калаш (чеш. Josef Kalaš) — чехословацкий гребец, выступавший за сборную Чехословакии по академической гребле в конце 1940-х годов. Обладатель серебряной медали чемпионата Европы, победитель и призёр первенств национального значения, участник летних Олимпийских игр в Лондоне.

## Биография
Впервые заявил о себе в академической гребле на международном уровне в сезоне 1948 года, когда вошёл в состав чехословацкой национальной сборной и благодаря череде удачных выступлений удостоился права защищать честь страны на летних Олимпийских играх в Лондоне. В составе распашного безрульного экипажа-четвёрки, куда также вошли гребцы Вацлав Роубик, Йозеф Шейбаль и Иржи Ванек, на предварительном квалификационном этапе потерпел поражение от команды Великобритании, уступив на финише почти 15 секунд, тогда как в дополнительном отборочном заезде проиграл более 12 секунд экипажу из Дании — тем самым в полуфинальную стадию не вышел.
После лондонской Олимпиады Калаш ещё в течение некоторого времени оставался действующим спортсменом и продолжал принимать участие в крупнейших международных регатах. Так, в 1949 году он побывал на чемпионате Европы в Амстердаме, откуда привёз награду серебряного достоинства, выигранную в восьмёрках — пропустил вперёд только экипаж из Италии.